# Густав Леонгардт
Ґустав Леонгардт (нім. Gustav Leonhardt; 30 травня 1928, Гравеланд, нині в складі міста Вейдемерен — пом. 16 січня 2012, Амстердам) — голландський клавесинист, органіст, диригент, музикознавець і педагог. Жив в Амстердамі. Один з найавторитетніших виконавців барокової музики на аутентичних інструментах епохи.
У 1947—1950 вивчав органне мистецтво в Schola Cantorum в Базелі. Як клавесиніст дебютував в Відні 1950 року, займався там історією музики. З 1952 професор Національної академії музики, з 1954 професор Амстердамської консерваторії, виступав також як церковний органіст. 1954 року створив бароковий ансамбль, виступав і записувався з Альфредом Деллером та іншими аутентистами. Викладав в Гарварді.
У його репертуарі були твори Й. С. Баха, Букстегуде, В. А. Моцарта, Г. Перселла, Ж. Ф. Рамо, Дж. Фрескобальді, К. Монтеверді, Д. Скарлатті та інших композиторів XVII—XVIII століть.
1967 року зіграв роль Баха у фільмі Жан-Марі Штрауба «Щоденник Анни-Магдалени Бах».
Лауреат Премії «Еразм» (1980), Почесний доктор ряду університетів Європи й США. Командор Ордену літератури й мистецтва (2007).